# قائمة الجماعات في العراق
العديد من جرائم القتل التي تكتشف في العراق، تنفذها عناصر تنتمي إلى الجماعات المسلحة التي انتشرت في العراق ومنها ما يخضع لحزب البعث العراقي أو قريب منه، والأخر هو من القادمين من خارج الحدود، وتتوزع تلك الجماعات إلى جماعات شيعية وسنية وكردية. تسرد هذه القائمة أبرز الجماعات المسلحة:
(1) قاعدة الجهاد في بلاد الرافدين: بدأت عملها باسم «جماعة التوحيد والجهاد» بزعامة أبو مصعب الزرقاوي (تم اغتياله)، وباشرت عملياتها منذ سقوط نظام صدام حسين، وعندها أعلن الزرقاوي تحالفه مع أسامة بن لادن، لينصبه الأخير زعيماً على تنظيم «القاعدة» في العراق.
(2) جيش أنصار السنة: ينشط في شمال البلاد، وكان مسؤولاً عن تفجيرات مقار الاتحاد الوطني الكردستاني، والحزب الديموقراطي الكردستاني في أربيل، وأعلن عن تأسيسه في 20 أيلول (سبتمبر) عام 2003، بقيادة أبو عبد الله الحسن بن محمود.
(3) أنصار الإسلام: جماعة كردية تأسست منتصف الثمانينات، ويتردد أنها تتعاون مع «القاعدة»، ودخلت في قتال مع الاتحاد الكردستاني منذ أيلول عام 2001. يتزعمها نجم الدين فرج المعروف بـ «الملا كريكار».
(4) جيش المجاهدين: مجموعة تشكلت من خليط ضم عسكريين سابقين، يغلب عليهم الطابع العشائري، ورجال دين محسوبين على السلفية، ولم يتبن التنظيم أي هجوم على غير القوات الأميركية، ويقوده عراقي يدعى أبو جندل الشمري.
(5) الجيش الإسلامي في العراق: تنظيم محلي مشكل من ضباط استخبارات وجيش سابقين مع حضور سلفي محدود منحه الصبغة الدينية، ويضم الكثير من ضباط الجيش السابق المنحل.
(6) جيش الطائفة المنصورة: تنظيم إسلامي سلفي، متصل مباشرة بتنظيم «القاعدة» ويتبنى دائماً تنفيذ العمليات ذات الطابع الاغتيالي، ويعتمد على «القاعدة» إعلامياً.
(7) سعد بن أبي وقاص: مجموعة عراقية تركز عملياتها على سيارات النقل التابعة للقوات الأميركية في بغداد، وتعتمد على أعضاء كثر من مدينة الفلوجة. ويمكن القول إنها جماعة تخصصت في استهداف سيارات «الهامر».
(8) فصائل المقاومة الجهادية: تشكيل إسلامي عشائري، يضم في صفوفه مجموعة من ضباط ومجندين سابقين في الجيش العراقي، من بينهم قادة تشكيلات عسكرية من الحرس الجمهوري والجيش المنحلَّين بعد سقوط النظام السابق.
(9) جيش محمد: قوى بعثية أسسها الرئيس السابق صدام حسين بعد سقوط نظامه خلال اجتماع تم مع مجموعة من ضباط وبعثيين سابقين التقوا في الرمادي.
(10) الجبهة الإسلامية للمقاومة العراقية - كتائب صلاح الدين: مجموعة إسلامية في وسط العراق، تشكلت من رجال دين، وانضمت إليهم مجموعة من الشبان الذين كانوا ضباطاً في المؤسسات العسكرية المختلفة بعد حلها اثر سقوط النظام، ولم تتبن أي هجوم على غير القوات الأميركية.
(11) كتائب ثورة العشرين: تنظيم إسلامي مسلح مقرب من «هيئة علماء المسلمين»، وينشط في المنطقة المحيطة ببغداد، إضافة إلى الفلوجة والرمادي، ولم يعلن بعد عن تنفيذ عمليات انتحارية، كما لم يتبن أي هجوم على غير القوات الأميركية أو العراقية، ويفترض أن الشيخ حارث الضاري اختار له التسمية نسبة إلى جده، أحد قياديي ثورة العشرين ضد البريطانيين.